# Cuneo Volley Ball Club 1997-1998
Questa voce raccoglie le informazioni riguardanti il Cuneo Volley Ball Club nelle competizioni ufficiali della stagione 1997-1998.

## Stagione

Da sinistra: Rafael Pascual, il neoacquisto Nikola Grbić e Luigi Mastrangelo, quest'ultimo alla seconda esperienza con l'Alpitour Traco Cuneo.

La stagione 1997-1998 è per la società piemontese, sponsorizzata dalla Alpitour e dalla Traco, la nona consecutiva nel massimo campionato italiano. Questa stagione segna la fine della presidenza di Bruno Fontana, che lascia l'incarico a Ezio Barroero per impegni di lavoro. Entrano a far parte della dirigenza imprenditori del calibro di Roberto Mandruzzato e Valter Lannutti, nel ruolo di vicepresidenti. A livello societario il club passa da associazione sportiva a società a responsabilità limitata: nasce così la Cuneo Volley S.r.l. L'ossatura della squadra rimane pressoché immutata: l'unico innesto rilevante è quello di Nikola Grbić, che sostituisce Ferdinando De Giorgi come palleggiatore. Lasciano Cuneo anche il centrale Andrea Lucchetta e lo schiacciatore Vladimir Grbić. Rientra dopo due anni in prestito Luigi Mastrangelo. Silvano Prandi viene confermato come primo allenatore.
La stagione regolare vede il Cuneo assoluto dominatore: con diciannove vittorie e tre sconfitte chiude primo davanti alla Sisley Treviso e a Casa Modena. Grazie a questo piazzamento ottiene il vantaggio del fattore campo nei play off che assegnano lo scudetto. Nei quarti di finale viene superata la Jeans Hatù Bologna in due partite, grazie a una vittoria in casa e una in trasferta. La semifinale contro la Lube Banca Marche Macerata si risolve solo alla quarta partita: l'Alpitour Traco Cuneo vince gara 1 in casa, gara 2 e gara 4 a Macerata, mentre la squadra marchigiana riesce a vincere gara 3 a Cuneo. Come due anni prima, la squadra trova in finale la Sisley, che vince facilmente lo scudetto battendo i biancazzurri in tre partite, due volte a Cuneo e una a Treviso.
Anche la partecipazione alla Coppa Italia si conclude in modo deludente. Dopo aver superato agevolmente i turni preliminari contro Sira Cucine Falconara e Gabeca Fad Montichiari, la squadra si qualifica alla final four, disputata in febbraio al Nelson Mandela Forum di Firenze. La semifinale contro la Conad Ferrara si rivela una formalità, ma la finale contro Casa Modena vede trionfare gli emiliani con un perentorio 3-0.
Le soddisfazioni per i piemontesi arrivano in campo europeo. Per il secondo anno consecutivo partecipa alla Coppa delle Coppe, seconda competizione europea per importanza dopo la Coppa dei Campioni. Viene ammessa direttamente alla fase principale, durante la quale affronta un girone all'italiana con gare di sola andata. In questa fase vince tutte le sette partite disputate, chiudendo il girone prima con 14 punti, davanti ai portoghesi del Castêlo da Maia GC, e qualificandosi per la final four, che Cuneo organizzata in casa, al Palasport di San Rocco Castagnaretta. La squadra ottiene il secondo trionfo consecutivo vincendo sia la semifinale contro gli spagnoli del Calvo Sotelo che la finale contro l'Olympiakos Pireo con il risultato di 3-0.
Al successo nella Coppa delle Coppe si aggiunge quello nella Supercoppa europea. Nella final four disputata a Maaseik, in Belgio, vengono superati i padroni di casa del Maaseik per 3-0, mentre nella finale tutta italiana contro Casa Modena vince per 3-1 e ottiene il trofeo per la seconda volta consecutiva.
La sfida infinita contro i rivali modenesi viene rinnovata nella Supercoppa italiana disputata a Napoli. In questa occasione sono i gialloblù ad aggiudicarsi il trofeo, vincendo la finale in gara unica per 3-1.

## Organigramma societario
Area direttiva
- Presidente: Bruno Fontana
- Vicepresidente: Valter Lannutti
- Vicepresidente: Roberto Mandruzzato
- Segreteria generale: Fulvia Cacciò
- Team manager: Marco Pistolesi

Area comunicazione
- Relazioni esterne: Bruno Lubatti
- Addetto stampa: Gino Primasso
- Responsabile marketing: Giuseppe Cormio

Area tecnica
- 1º allenatore: Silvano Prandi
- 2º allenatore: Roberto Serniotti
- Direttore sportivo: Enzo Prandi
- Preparatore atletico: Ezio Bramard

Area medica
- Medico: Stefano Carando
- Medico: Emilio Lucidi
- Fisioterapista: Umberto Cuminotto
- Massaggiatore: Gabriele Giorgis

## Rosa
| N. | Giocatore          | Ruolo | Data di nascita  | Nazionalità sportiva |
| -- | ------------------ | ----- | ---------------- | -------------------- |
| 1  | Rafael Pascual     | S/O   | 16 marzo 1970    | Spagna               |
| 2  | Vencislav Simeonov | O     | 3 febbraio 1977  | Bulgaria             |
| 3  | Luigi Mastrangelo  | C     | 17 agosto 1975   | Italia               |
| 6  | Samuele Papi       | S     | 20 maggio 1973   | Italia               |
| 7  | Claudio Galli      | C     | 12 luglio 1965   | Italia               |
| 8  | Mirko Gerbi        | S     | 30 maggio 1978   | Italia               |
| 9  | Nikola Grbić       | P     | 6 settembre 1973 | Serbia               |
| 10 | Giacomo Giretto    | C     | 5 gennaio 1973   | Italia               |
| 11 | Stefano Cussotto   | C     | 25 giugno 1978   | Italia               |
| 12 | Cristian Casoli    | S     | 27 gennaio 1975  | Italia               |
| 13 | Sebastián Jabif    | S     | 24 gennaio 1973  | Argentina            |

## Mercato
| Acquisti | Acquisti          | Acquisti             | Acquisti      |
| R.       | Nome              | da                   | Modalità      |
| -------- | ----------------- | -------------------- | ------------- |
| P        | Nikola Grbić      | Gabeca               | Definitivo    |
| S        | Sebastián Jabif   | ?                    | ?             |
| C        | Luigi Mastrangelo | Olimpia Sant'Antioco | Fine prestito |

| Cessioni | Cessioni             | Cessioni             | Cessioni   |
| R.       | Nome                 | a                    | Modalità   |
| -------- | -------------------- | -------------------- | ---------- |
| S        | Mauro Bottero        | Busca                | Definitivo |
| P        | Ferdinando De Giorgi | Gabeca               | Definitivo |
| S        | Vladimir Grbić       | União Suzano         | Definitivo |
| C        | Andrea Lucchetta     | Roma                 | Definitivo |
| C        | Roberto Pedone       | Olimpia Sant'Antioco | Definitivo |

- Il centrale Stefano Cussotto è stato aggregato alla prima squadra dal settore giovanile[11].

## Risultati

### Serie A1

#### Girone d'andata
| 1ª giornata - 28 settembre 1997 Palasport di San Rocco Castagnaretta, Cuneo | Cuneo           | 3 - 0 | Petrarca        | 15-10, 15-11, 15-8             |
| 2ª giornata - 5 ottobre 1997 PalaDeAndrè, Ravenna                           | Porto Ravenna   | 1 - 3 | Cuneo           | 6-15, 16-14, 4-15, 8-15        |
| 3ª giornata - 12 ottobre 1997 Palasport di San Rocco Castagnaretta, Cuneo   | Cuneo           | 3 - 0 | Roma            | 15-6, 15-6, 15-9               |
| 4ª giornata - 19 ottobre 1997 Palasport, Ferrara                            | 4 Torri Ferrara | 3 - 1 | Cuneo           | 15-10, 15-11, 12-15, 15-12     |
| 5ª giornata - 26 ottobre 1997 Palasport di San Rocco Castagnaretta, Cuneo   | Cuneo           | 3 - 1 | Treviso         | 15-13, 8-15, 15-11, 15-9       |
| 6ª giornata - 2 novembre 1997 Palasport di San Rocco Castagnaretta, Cuneo   | Cuneo           | 3 - 1 | Zinella Bologna | 6-15, 15-11, 16-14, 15-6       |
| 7ª giornata - 9 novembre 1997 PalaArgento, Napoli                           | Napoli          | 0 - 3 | Cuneo           | 14-16, 13-15, 8-15             |
| 8ª giornata - 3 dicembre 1997 Palasport di San Rocco Castagnaretta, Cuneo   | Cuneo           | 3 - 1 | Gabeca          | 15-13, 15-17, 15-8, 16-14      |
| 9ª giornata - 7 dicembre 1997 PalaPanini, Modena                            | Daytona         | 0 - 3 | Cuneo           | 6-15, 15-17, 10-15             |
| 10ª giornata - 14 dicembre 1997 PalaFiera, Forlì                            | Forlì           | 2 - 3 | Cuneo           | 16-14, 13-15, 15-3, 9-15, 6-15 |
| 11ª giornata - 28 dicembre 1997 Palasport di San Rocco Castagnaretta, Cuneo | Cuneo           | 3 - 0 | Lube            | 15-13, 15-9, 15-11             |

#### Girone di ritorno
| 1ª giornata - 4 gennaio 1998 PalaBernhardsson, Padova                      | Petrarca        | 0 - 3 | Cuneo           | 7-15, 9-15, 8-15                  |
| 2ª giornata - 11 gennaio 1998 Palasport di San Rocco Castagnaretta, Cuneo  | Cuneo           | 3 - 2 | Porto Ravenna   | 15-11, 15-5, 11-15, 10-15, 15-13  |
| 3ª giornata - 18 gennaio 1998 Palazzetto dello Sport, Roma                 | Roma            | 0 - 3 | Cuneo           | 9-15, 10-15, 9-15                 |
| 4ª giornata - 25 gennaio 1998 Palasport di San Rocco Castagnaretta, Cuneo  | Cuneo           | 3 - 1 | 4 Torri Ferrara | 13-15, 15-8, 15-7, 15-12          |
| 5ª giornata - 1º febbraio 1998 PalaVerde, Villorba                         | Treviso         | 3 - 1 | Cuneo           | 15-9, 9-15, 15-7, 15-6            |
| 6ª giornata - 15 febbraio 1998 PalaDozza, Bologna                          | Zinella Bologna | 1 - 3 | Cuneo           | 4-15, 16-14, 9-15, 7-15           |
| 7ª giornata - 22 febbraio 1998 Palasport di San Rocco Castagnaretta, Cuneo | Cuneo           | 3 - 0 | Napoli          | 15-8, 15-8, 15-3                  |
| 8ª giornata - 1º marzo 1998 PalaGeorge, Montichiari                        | Gabeca          | 2 - 3 | Cuneo           | 15-10, 10-15, 15-13, 12-15, 17-19 |
| 9ª giornata - 8 marzo 1998 Palasport di San Rocco Castagnaretta, Cuneo     | Cuneo           | 3 - 0 | Daytona         | 15-12, 15-13, 15-9                |
| 10ª giornata - 15 marzo 1998 Palasport di San Rocco Castagnaretta, Cuneo   | Cuneo           | 3 - 0 | Forlì           | 15-6, 15-13, 15-4                 |
| 11ª giornata - 22 marzo 1998 Palasport Fontescodella, Macerata             | Lube            | 3 - 0 | Cuneo           | 15-5, 15-11, 15-4                 |

#### Play-off scudetto
| Quarti di finale (gara 1) - 29 marzo 1998 Palasport di San Rocco Castagnaretta, Cuneo | Cuneo           | 3 - 0 | Zinella Bologna | 15-13, 15-7, 15-5                |
| Quarti di finale (gara 2) - 1º aprile 1998 PalaDozza, Bologna                         | Zinella Bologna | 1 - 3 | Cuneo           | 12-15, 15-12, 4-15, 4-15         |
| Semifinali (gara 1) - 8 aprile 1998 Palasport di San Rocco Castagnaretta, Cuneo       | Cuneo           | 3 - 0 | Lube            | 15-9, 15-12, 15-8                |
| Semifinali (gara 2) - 12 aprile 1998 Palasport Fontescodella, Macerata                | Lube            | 2 - 3 | Cuneo           | 11-15, 15-7, 15-10, 1-15, 11-15  |
| Semifinali (gara 3) - 15 aprile 1998 Palasport di San Rocco Castagnaretta, Cuneo      | Cuneo           | 1 - 3 | Lube            | 15-10, 8-15, 15-17, 8-15         |
| Semifinali (gara 4) - 18 aprile 1998 Palasport Fontescodella, Macerata                | Lube            | 2 - 3 | Cuneo           | 10-15, 15-6, 15-13, 13-15, 10-15 |
| Finale (gara 1) - 25 aprile 1998 Palasport di San Rocco Castagnaretta, Cuneo          | Cuneo           | 0 - 3 | Treviso         | 7-15, 16-18, 5-15                |
| Finale (gara 2) - 29 aprile 1998 PalaVerde, Villorba                                  | Treviso         | 3 - 1 | Cuneo           | 15-9, 6-15, 15-5, 15-7           |
| Finale (gara 3) - 2 maggio 1998 Palasport di San Rocco Castagnaretta, Cuneo           | Cuneo           | 1 - 3 | Treviso         | 3-15, 12-15, 15-11, 11-15        |

### Coppa Italia

#### Fase a eliminazione diretta
| Ottavi di finale (andata) - 8 ottobre 1997 PalaBadiali, Falconara Marittima              | Falconara | 0 - 3 | Cuneo           | 7-15, 9-15, 10-15                |
| Ottavi di finale (ritorno) - 15 ottobre 1997 Palasport di San Rocco Castagnaretta, Cuneo | Cuneo     | 3 - 0 | Falconara       | 15-10, 15-9, 15-11               |
| Quarti di finale (andata) - 22 ottobre 1997 PalaGeorge, Montichiari                      | Gabeca    | 2 - 3 | Cuneo           | 16-14, 15-12, 9-15, 12-15, 13-15 |
| Quarti di finale (ritorno) - 5 novembre 1997 Palasport di San Rocco Castagnaretta, Cuneo | Cuneo     | 3 - 0 | Gabeca          | 15-12, 17-15, 15-7               |
| Semifinali - 7 febbraio 1998 Nelson Mandela Forum, Firenze                               | Cuneo     | 3 - 0 | 4 Torri Ferrara | 15-12, 15-11, 15-6               |
| Finale - 8 febbraio 1998 Nelson Mandela Forum, Firenze                                   | Daytona   | 3 - 0 | Cuneo           | 17-15, 15-13, 15-11              |

### Coppa delle Coppe

#### Fase a gironi
| 1ª giornata - 14 gennaio 1998 Seghedino                                    | SC Seghedino      | 0 - 3 | Cuneo     | 14-16, 1-15, 10-15              |
| 2ª giornata - 21 gennaio 1998 ДИВС "Уралочка", Ekaterinburg                | Izumrud           | 0 - 3 | Cuneo     | 7-15, 11-15, 11-15              |
| 3ª giornata - 28 gennaio 1998 Palasport di San Rocco Castagnaretta, Cuneo  | Cuneo             | 3 - 1 | Cannes    | 15-6, 15-1, 8-15, 15-9          |
| 4ª giornata - 3 febbraio 1998 Čerkasy                                      | Impexagro Čerkasy | 2 - 3 | Cannes    | 12-15, 8-15, 15-6, 15-13, 11-15 |
| 5ª giornata - 11 febbraio 1998 Palasport di San Rocco Castagnaretta, Cuneo | Cuneo             | 3 - 0 | Zwolle    | 15-7, 15-5, 15-6                |
| 6ª giornata - 18 febbraio 1998 Maia                                        | Castêlo da Maia   | 1 - 3 | Cuneo     | 15-6, 7-15, 6-15, 8-15          |
| 7ª giornata - 25 febbraio 1998 Palasport di San Rocco Castagnaretta, Cuneo | Cuneo             | 3 - 0 | PPS Espoo | 15-9, 15-10, 15-9               |

#### Fase a eliminazione diretta
| Final four - semifinali - 14 marzo 1998 Palasport di San Rocco Castagnaretta, Cuneo | Cuneo      | 3 - 0 | Calvo Sotelo | 15-1, 15-7, 15-5 |
| Final four - finale - 15 marzo 1998 Palasport di San Rocco Castagnaretta, Cuneo     | Olympiakos | 0 - 3 | Cuneo        | 1-15, 7-15, 5-15 |

### Supercoppa europea
| Final four - semifinale - 1º novembre 1997 Expodroom Bree, Maaseik | Cuneo | 3 - 0 | Maaseik | 15-7, 15-6, 15-8        |
| Final four - finale - 2 novembre 1997 Expodroom Bree, Maaseik      | Cuneo | 3 - 1 | Daytona | 12-15, 15-9, 15-5, 15-6 |

### Supercoppa italiana
| Finale - 20 settembre 1997 PalaArgento, Napoli | Daytona | 3 - 1 | Cuneo | 7-15, 15-11, 15-8, 15-13 |

## Statistiche

### Statistiche di squadra
| Competizione        | Punti | In casa | In casa | In casa | In trasferta | In trasferta | In trasferta | Totale | Totale | Totale |
| Competizione        | Punti | G       | V       | P       | G            | V            | P            | G      | V      | P      |
| ------------------- | ----- | ------- | ------- | ------- | ------------ | ------------ | ------------ | ------ | ------ | ------ |
| Serie A1            | 38    | 16      | 13      | 3       | 15           | 11           | 4            | 31     | 24     | 7      |
| Coppa Italia        | -     | 2       | 2       | 0       | 2            | 2            | 0            | 6      | 5      | 1      |
| Coppa delle Coppe   | 14    | 3       | 3       | 0       | 4            | 4            | 0            | 9      | 9      | 0      |
| Supercoppa europea  | -     | -       | -       | -       | -            | -            | -            | 2      | 2      | 0      |
| Supercoppa italiana | -     | -       | -       | -       | -            | -            | -            | 1      | 0      | 1      |

G = partite giocate; V = partite vinte; P = partite perse

### Statistiche dei giocatori
| C. Casoli      | 30 | 466  | 387 | 58 | 21 | Statistiche assenti | Statistiche assenti | 2 | 41 | Statistiche assenti | 1 | 25 | Statistiche assenti | 33 | 532  | 387 | 58 | 21 |
| S. Cussotto    | 3  | 2    | 1   | 1  | 0  | Statistiche assenti | Statistiche assenti | 1 | 0  | Statistiche assenti | - | -  | Statistiche assenti | 4  | 2    | 1   | 1  | 0  |
| C. Galli       | 27 | 372  | 264 | 92 | 16 | Statistiche assenti | Statistiche assenti | 2 | 18 | Statistiche assenti | - | -  | Statistiche assenti | 29 | 390  | 264 | 92 | 16 |
| M. Gerbi       | 2  | 0    | 0   | 0  | 0  | Statistiche assenti | Statistiche assenti | 1 | 0  | Statistiche assenti | - | -  | Statistiche assenti | 3  | 0    | 0   | 0  | 0  |
| G. Giretto     | 30 | 357  | 262 | 86 | 9  | Statistiche assenti | Statistiche assenti | 2 | 21 | Statistiche assenti | 1 | 9  | Statistiche assenti | 33 | 387  | 262 | 86 | 9  |
| N. Grbić       | 31 | 236  | 109 | 83 | 44 | Statistiche assenti | Statistiche assenti | 2 | 15 | Statistiche assenti | 1 | 7  | Statistiche assenti | 34 | 258  | 109 | 83 | 44 |
| S. Jabif       | 26 | 41   | 39  | 2  | 0  | Statistiche assenti | Statistiche assenti | 1 | 0  | Statistiche assenti | - | -  | Statistiche assenti | 27 | 41   | 39  | 2  | 0  |
| L. Mastrangelo | 23 | 177  | 126 | 42 | 9  | Statistiche assenti | Statistiche assenti | 1 | 6  | Statistiche assenti | 1 | 12 | Statistiche assenti | 25 | 183  | 126 | 42 | 9  |
| S. Papi        | 31 | 548  | 472 | 39 | 37 | Statistiche assenti | Statistiche assenti | 2 | 34 | Statistiche assenti | 1 | 17 | Statistiche assenti | 34 | 599  | 472 | 39 | 37 |
| R. Pascual     | 31 | 1045 | 924 | 70 | 51 | Statistiche assenti | Statistiche assenti | 2 | 69 | Statistiche assenti | 1 | 48 | Statistiche assenti | 34 | 1162 | 924 | 70 | 51 |
| V. Simeonov    | 10 | 23   | 21  | 1  | 1  | Statistiche assenti | Statistiche assenti | - | -  | Statistiche assenti | - | -  | Statistiche assenti | 10 | 23   | 21  | 1  | 1  |
| D. Sottile     | 5  | 3    | 2   | 1  | 0  | Statistiche assenti | Statistiche assenti | - | -  | Statistiche assenti | - | -  | Statistiche assenti | 5  | 3    | 2   | 1  | 0  |

P = presenze; PT = punti totali; AV = attacchi vincenti; MV = muri vincenti; BV = battute vincenti